# Aleksandre Sjarvasjidze
Aleksandre Sjarvasjidze (Georgisch: ალექსანდრე შარვაშიძე, ook wel Sjervasjidze en Tsjatsjba-Sjarvasjidze; Abchazisch: Алеқсандр Чачба-Шарвашиӡе) (Feodosija, 24 december 1867 - Monaco, 17 augustus 1968) was een Abchazisch-Georgisch kunstschilder, scenograaf, illustrator, kunstcriticus en publiek figuur. Hij was de eerste erkende kunstenaar uit Abchazië en kwam uit het Abchazisch-Georgische prinselijke geslacht Tsjatsjba-Sjarvasjidze.

## Biografie
Aleksandre Sjarvasjidze werd geboren in Feodosija op de Krim, waar zijn ouders op dat moment woonden. Hij was de derde van vier kinderen van zijn Franse moeder en Abchazisch-Georgische vader Konstantin Sjarvasjidze, een officier in het Russische leger. Het gezin was verbannen naar Rusland vanwege de deelname van zijn vader aan de samenzwering in 1832 van de Georgische adel tegen het Russische Rijk. Na de Abchazische opstand van 1866 werd het de familie Sjarvasjidze verboden terug te keren naar Abchazië. Sjarvasjidzes oom Michail Sjervasjidze was de laatste vorst van het vorstendom Abchazië, dat in 1864 door het Russisch Rijk afgeschaft werd.
Sjarvasjidzes ouders scheidden enkele jaren na zijn geboorte, waarna hij bij zijn vader opgroeide, die hem in lijn met de familietradities naar de militaire school in Nizjni Novgorod stuurde. Dit was geen succes, want Sjarvasjidze was meer geïnteresseerd in kunst.

### Kunstopleiding en Parijs

Masker met handschoenen, 1901

In 1887 overleed zijn vader en verhuisde Sjarvasjidze naar zijn moeder die in Kiev woonde, waar hij naar school ging. In 1891 begon Sjarvasjidze aan een studie aan de School voor Schilderkunst, Beeldhouwkunst en Architectuur in Moskou. Op advies van zijn leraar Vasili Polenov vetrok hij in 1894 naar Parijs voor meer praktiserende kunststudie. Dat deed hij bij verschillende kunstenaars, waaronder Fernand Cormon. In deze periode maakte Sjarvasjidze zijn eerste bekende werken, voornamelijk portretten in olieverf. Hij maakte in Parijs ook talloze schetsen voor drama-, opera- en choreografische werken.
In Parijs raakte Sjarvasjidze bekend met de lokale artistieke en literaire kringen en nam actief deel aan de Parijse tentoonstellingen van Russische kunstenaars, waar hij bevriend mee raakte. Hij begon hier ook zijn eerste kunstartikelen te schrijven, die in verschillende tijdschriften werden gepubliceerd. In 1899 vetrok Sjarvasjidze met Igor Grabar en Valentin Serov naar Sint-Petersburg. Als lid van het Parijse kunstenaarscomité Montparnasse ging hij periodiek terug naar Parijs en nam er deel aan tentoonstellingen.

### Sint-Petersburg

Grafische illustratie, 1909

Eind 1906 verhuisde Sjarvasjidze permanent naar Sint-Petersburg, waar hij scenograaf werd van de keizerlijke Alexandrinski- en Mariinskitheaters. Hij groeide uit tot de hoofdontwerper van de theaters en werd geroemd om zijn werk. Hij ontwierp tientallen toneelstukken voor de theaters van het pre-revolutionaire Rusland. Zijn producties waren experimenten met het zogeheten "nieuwe theater", de eenwording van het publiek en de actie, de zaal en het podium. Sjarvasjidze werkte veel samen met Alexandre Benois, die voor hem bij het Mariinskitheater werkte als hoofdscenograaf.
Naast zijn theaterproducties deed Sjarvasjidze ook ander werk in Sint-Petersburg. Hij nam vaak deel aan liefdadigheidsavonden, jubileumvoorstellingen, tentoonstellingen en veilingen om de slachtoffers van de Eerste Wereldoorlog te helpen. Daarnaast publiceerde hij artikelen en studies over de Russische schilderkunst en de Franse kunstgeschiedenis in tijdschriften en kranten in Sint-Petersburg. Georgische politici waren in de periode tussen de revoluties van 1905 en 1917 actief in Sint-Petersburg en Sjarvasjidze raakte actief betrokken bij het culturele leven van de Georgiërs in de stad. Hij hield contact met zijn familie en de Dadiani die in Sint-Petersburg woonden. Na de revolutie van 1917 vertrok Sjarvasjidze naar Soechoemi in Abchazië, dat onderdeel werd van de van Rusland afgescheiden Democratische Republiek Georgië.

### Emigratie

Kostuumontwerp

In Soechoemi begon Sjarvasjidze met theatercursussen en zette hij samen met de Russische regisseur Nikolai Evreinov kinderkunstscholing op. Hij gaf ook lezingen over kunst in andere steden in Georgië en de rest van de Zuidelijke Kaukasus. In 1920 emigreerde Sjarvasjidze via Batoemi en Feodosia voorgoed naar Europa. Hij was in het mensjewistische Georgië omringd door bolsjewistische familie en vrienden, die in deze fase van de jonge republiek als staatsvijand werden beschouwd. Nestor Lakoba, de leider van het Abchazische communistische verzet, begeleidde Sjarvasjidze en zijn familie naar Batoemi.
Sjarvasjidze resideerde sindsdien als balling voornamelijk in Parijs, maar werd vaak uitgenodigd in Londen, Brussel, Madrid of Monte Carlo. In 1921 werd hij benoemd tot ere-voorzitter van het Mir Iskoesstva. Hij bleef als balling vanaf 1920 veel theaterproducties doen voor de Ballets Russes van Sergej Diaghilev, waar hij in Sint-Petersburg al veel mee samenwerkte, en daarna met diens zus. Tevens bleef hij landschappen, stillevens en portretten schilderen. In deze fase van zijn leven begon Sjarvasjidze ook aan het maken van grafische ontwerpen van autobiografieën van moderne Russische prozaschrijvers en maakte hij illustraties bij Russische volksverhalen.
Op hoge leeftijd stuurde Sjarvasjidze in 1958 zijn resterende bezittingen en zijn kunstwerken naar Georgië en hoopte hij dat hij zou zijn vaderland mocht bezoeken. Hij kreeg geen toestemming van de Sovjet-Georgische autoriteiten, noch had hij de middelen. Vijfhonderd werken van Sjarvasjidze werden naar Tbilisi gestuurd, waarna 220 stuks naar Soechoemi over werden gebracht.

### Overlijden

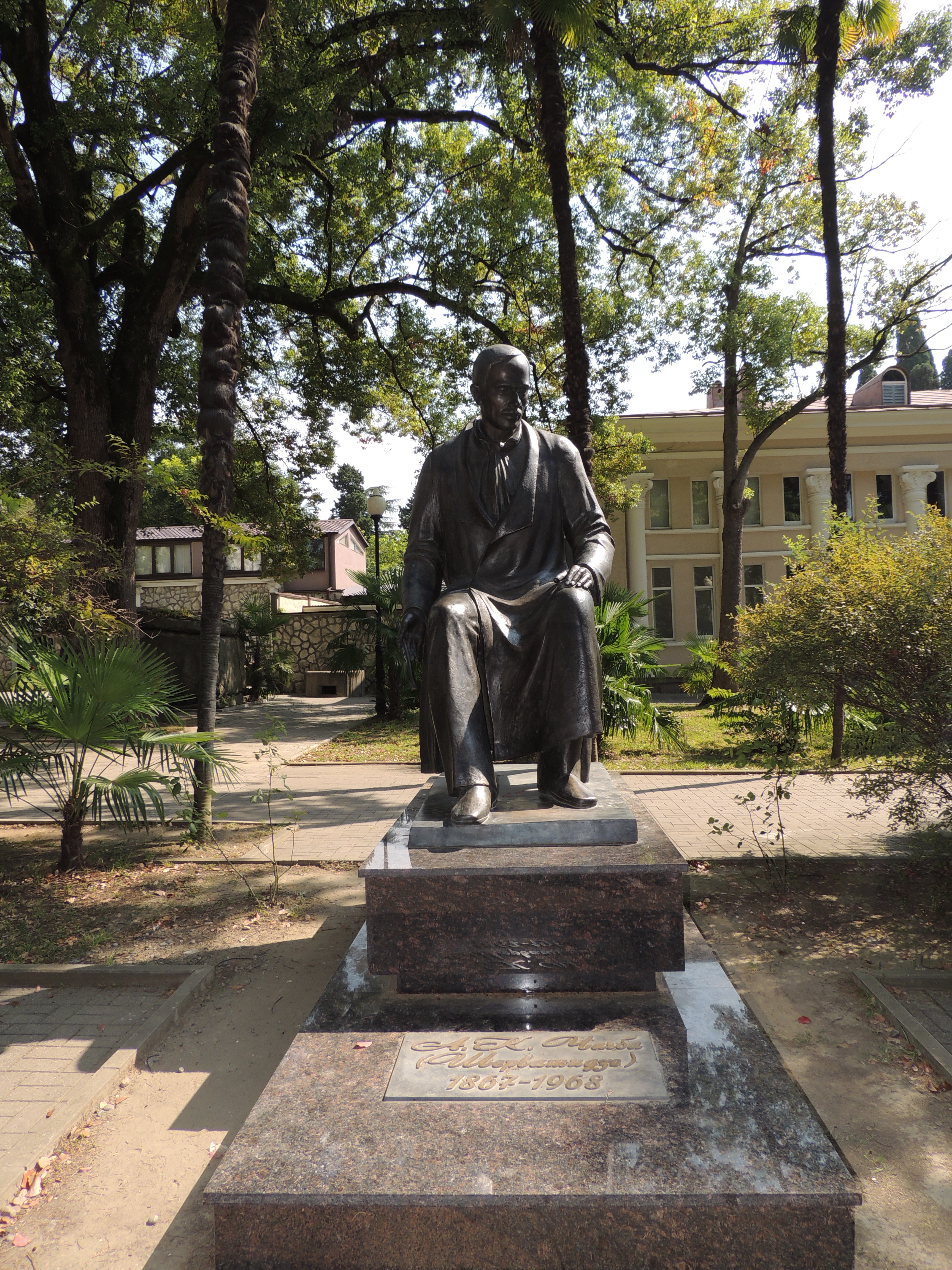
Graf van Sjarvasjidze in Soechoemi met het in 2013 onthulde monument

Op 17 augustus 1968 stierf Sjarvasjidze op 100-jarige leeftijd in een bejaardentehuis in Monaco. Hij werd in Nice begraven op de Russische begraafplaats. In 1985 werd zijn stoffelijk overschot overgebracht naar Soechoemi in de Georgische sovjetrepubliek, waar hij op 12 mei van dat jaar werd herbegraven. Op 24 december 2013 werd een monument op zijn graf onthuld.

## Persoonlijk
Toen hij in Parijs studeerde ontmoette Sjarvasjidze zijn toekomstige vrouw Ekaterina Padalka, een dochter van een edelman die wiskunde studeerde aan de Sorbonne. Om aan extra geld te komen moest ze soms als model werken. Op deze wijze leerden de twee elkaar kennen. Padalka stond model voor het schilderij De dame met een rode hoed van Sjarvasjidze. In 1905 trouwden de twee. Hun eerstgeboren zoon Misja stierf op jonge leeftijd aan tuberculose.
Sjarvasjidze en Padalka kregen nog twee kinderen, zoon Konstantin en dochter Rusudan, maar kort na de geboorte van zijn dochter liet Sjarvasjidze het gezin achter voor een relatie met actrice Natalia Boetkovskaja. Padalka verhuisde met de kinderen naar Feodosia. Sjarvasjidze verloor na 1920 het contact met zijn kinderen. In 1958 hervond Rusudan het contact met haar vader, en wisselden vader en dochter brieven uit. Rusudan mocht haar vader in 1968 bezoeken in Monaco, maar kwam te laat aan. Hij was net begraven. Zoon Konstantin was in 1938 overleden, ex-vrouw Padalka overleed in 1955 en Sjarvasjidze's tweede echtegenote Boetkovskaja overleed in 1948.

## Verwoesting werken
In de nacht van 20 op 21 januari 2024 verwoestte een grote brand in de Nationale Kunstgalerij van Soechoemi vrijwel de gehele collectie van ruim 4000 kunstwerken, waaronder alle 300 schilderijen van Sjarvasjidze die deel uitmaakten van de collectie.